# Cucina del Kerala

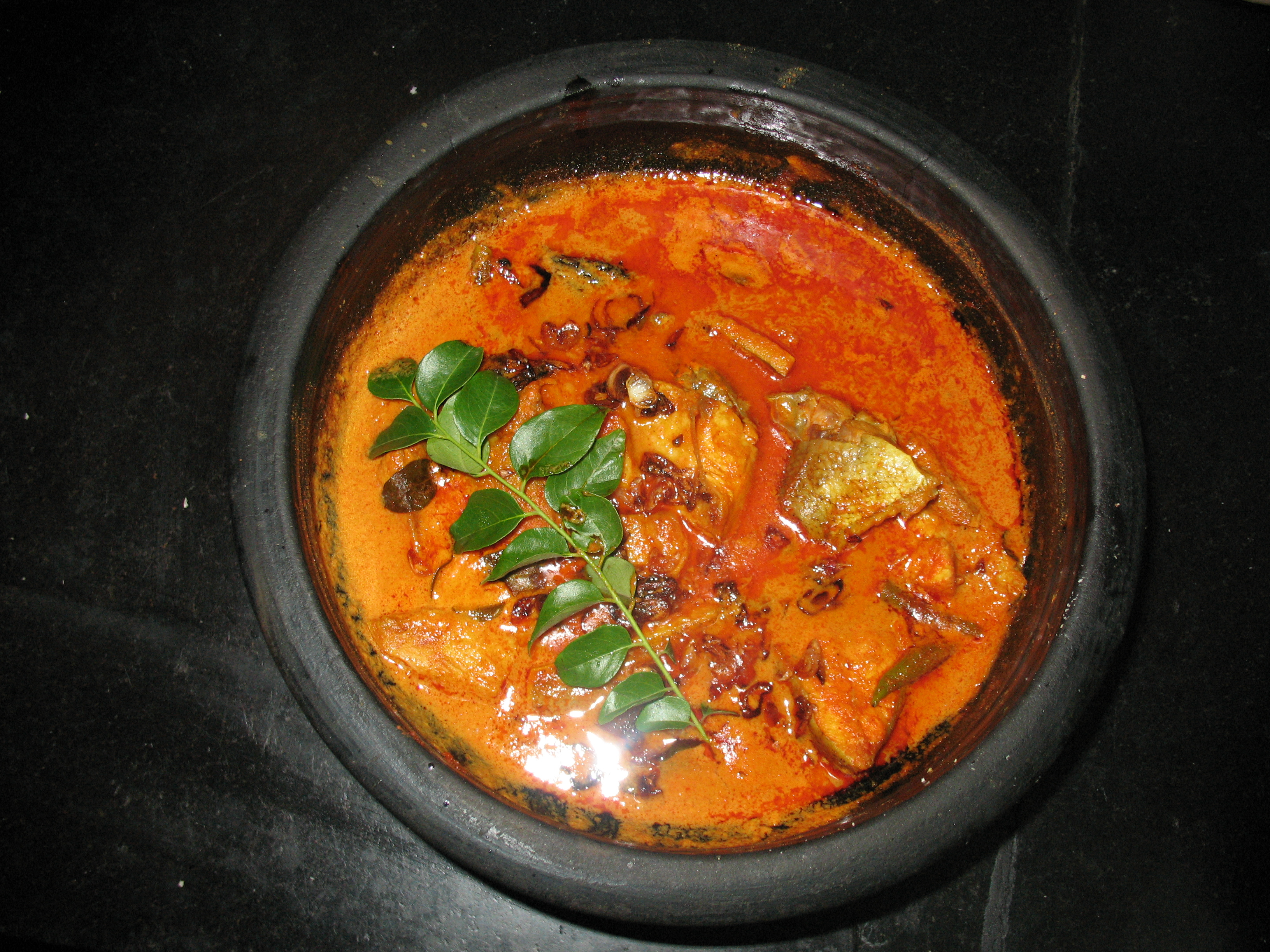
Curry di pesce

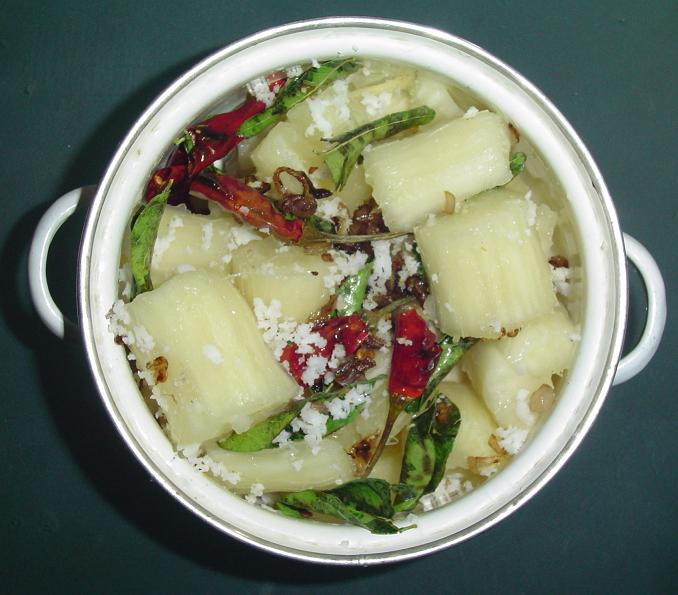
Piatto di tapioca al forno

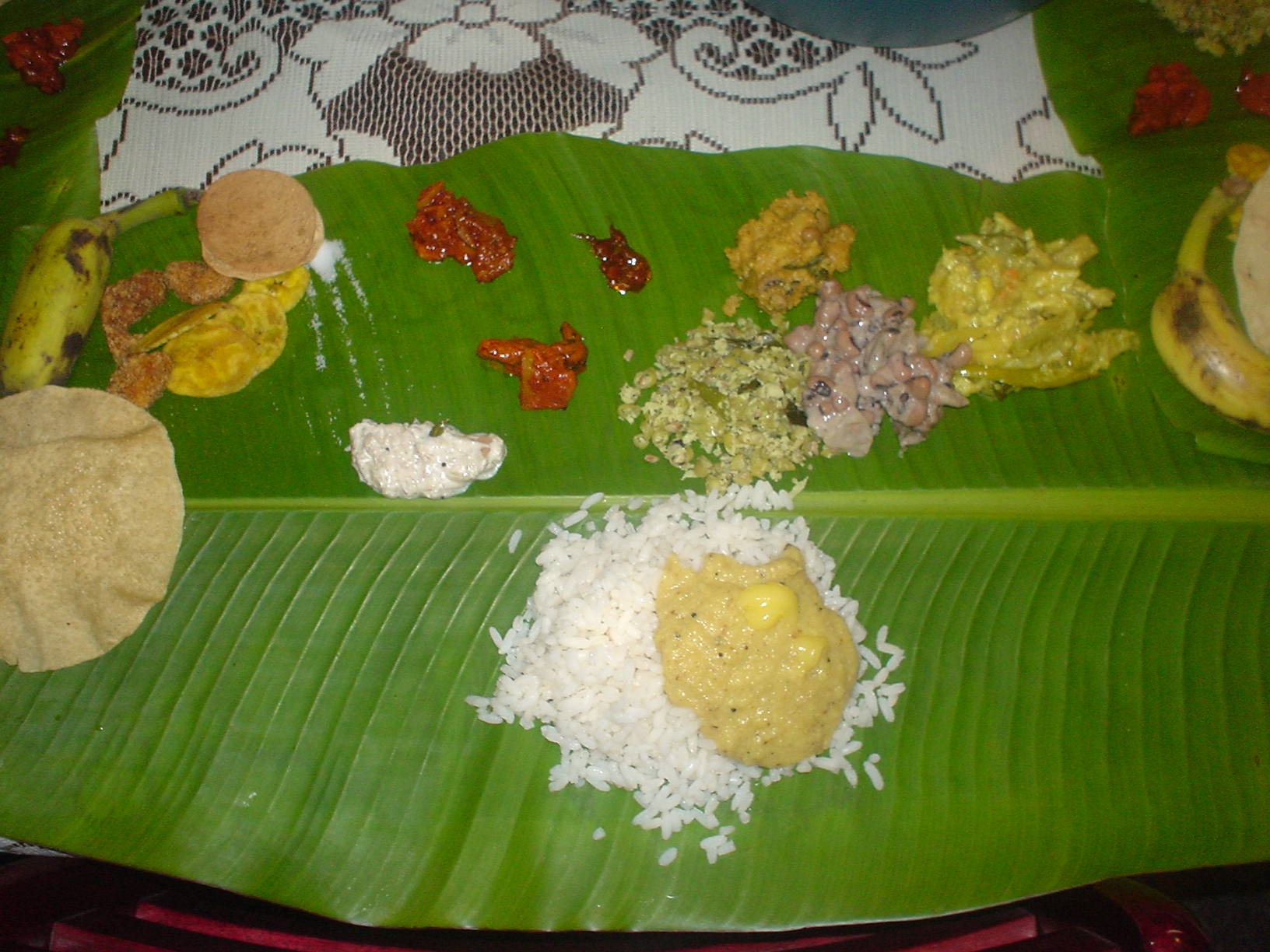
Un sadya tipico dove le foglie di banana sono usati come piatti

La cucina del Kerala  è strettamente correlata alla storia, alla geografia e alla cultura del Kerala, uno stato dell'India meridionale. Ha una moltitudine di piatti.

## Ingredienti
Le noci di cocco crescono in abbondanza in Kerala, e di conseguenza sono diffusi il cuore della noce di cocco a fette o grattugiata, la crema e il latte di cocco come addensante o per l'aromatizzazione.
La presenza del mare e di numerosi fiumi e una forte industria del pesce ha contribuito alla nascita di molti piatti a base di pesce di mare e di fiume.
Il riso e la cassava (tapioca) sono i prodotti di base del Kerala.
Tutte le portate principali sono fatte con essi e servite con kootan; i contorni sono fatti di verdure, carne, pesce o un misto di essi.
Grazie anche alla disponibilità di spezie, la cucina del Kerala ne fa un ampio uso, in particolare il peperoncino, il pepe nero, il cardamomo, chiodi di garofano, zenzero e cannella.

## Pranzo e cena

### Sadya
Un sadya tipico prevede:
- Riso bollito
- Sambar
- Parippu
- Aviyal
- Kaalan
- Pachadi
- Kichadi
- Poduthol
- Thoran
- Pulisherry
- Olan
- Puliinji
- Pappadam
- Mooru
- Kaya upperi
- Sharkara upperi
- Sottaceto Achar
- Banana
- Paayasam